# Championnat du monde des voitures de tourisme 2010
Navigation
2009 2011
L'édition 2010 du Championnat du monde des voitures de tourisme se déroule du 7 mars au 21 novembre. Elle a été remportée, pour la deuxième fois, par Yvan Muller.

## Engagés
| Écurie                      | Voiture            | Nos | Pilotes              | Catégorie | Courses  |
| --------------------------- | ------------------ | --- | -------------------- | --------- | -------- |
| SR-Sport                    | SEAT León 2.0 TDI  | 1   | Gabriele Tarquini    | M         | 1-9      |
| SR-Sport                    | SEAT León 2.0 TDI  | 2   | Tom Coronel          | M         | 1-9      |
| SR-Sport                    | SEAT León 2.0 TDI  | 3   | Tiago Monteiro       | M         | 1-9      |
| SR-Sport                    | SEAT León 2.0 TDI  | 4   | Jordi Gené           | M         | 1-9      |
| Zengő-Dension Team          | SEAT León 2.0 TDI  | 5   | Norbert Michelisz    | M R       | 1-9      |
| Chevrolet                   | Chevrolet Cruze LT | 6   | Yvan Muller          | M         | 1-9      |
| Chevrolet                   | Chevrolet Cruze LT | 7   | Robert Huff          | M         | 1-9      |
| Chevrolet                   | Chevrolet Cruze LT | 8   | Alain Menu           | M         | 1-9      |
| Chevrolet                   | Chevrolet Cruze LT | 9   | Cacá Bueno           | M         | 4        |
| Chevrolet                   | Chevrolet Cruze LT | 35  | Vincent Radermecker  | M         | 4        |
| BMW Team RBM                | BMW 320si          | 10  | Augusto Farfus       | M         | 1-9      |
| BMW Team RBM                | BMW 320si          | 11  | Andy Priaulx         | M         | 1-9      |
| Liqui Moly Team Engstler    | BMW 320si          | 15  | Franz Engstler       | I         | 1-9      |
| Liqui Moly Team Engstler    | BMW 320si          | 16  | Andrey Romanov       | I         | 1-5, 7-9 |
| Liqui Moly Team Engstler    | BMW 320si          | 42  | Tim Coronel          | I         | 6        |
| SUNRED Engineering          | SEAT León 2.0 TDI  | 17  | Michel Nykjær        | M R       | 1-9      |
| SUNRED Engineering          | SEAT León 2.0 TFSI | 38  | Tom Boardman         | I         | 6        |
| SEAT Swiss Racing by SUNRED | SEAT León 2.0 TDI  | 18  | Fredy Barth          | M R       | 1-9      |
| bamboo-engineering          | Chevrolet Lacetti  | 19  | Harry Vaulkhard      | I R       | 1-5      |
| bamboo-engineering          | Chevrolet Lacetti  | 20  | Darryl O'Young       | I R       | 1-5      |
| bamboo-engineering          | Chevrolet Lacetti  | 72  | Yukinori Taniguchi   | I R       | 8-9      |
| Wiechers-Sport              | BMW 320si          | 21  | Mehdi Bennani        | I R       | 1-9      |
| Poulsen Motorsport          | BMW 320si          | 24  | Kristian Poulsen     | I         | 3-9      |
| Scuderia Proteam Motorsport | BMW 320si          | 25  | Sergio Hernández     | I         | 1-9      |
| Scuderia Proteam Motorsport | BMW 320si          | 26  | Stefano D'Aste       | I         | 1-9      |
| Scuderia Proteam Motorsport | BMW 320si          | 33  | Fabio Fabiani        | I         | 3, 7-8   |
| Exagon Engineering          | SEAT León 2.0 TFSI | 27  | Pierre-Yves Corthals | I         | 4        |
| eBay Motors / WSR           | BMW 320si          | 29  | Colin Turkington     | I         | 5-6      |
| eBay Motors / WSR           | BMW 320si          | 29  | Colin Turkington     | M         | 7        |
| Maurer Motorsport (en)      | Chevrolet Lacetti  | 30  | Ismaïl Sbaï          | I         | 2        |
| Maurer Motorsport (en)      | Chevrolet Lacetti  | 31  | Youssaf El Marnissi  | I         | 2        |
| Chevrolet Motorsport Sweden | Chevrolet Cruze LT | 34  | Leonel Pernía        | M         | 3        |
| SEAT Customers Technology   | SEAT León 2.0 TFSI | 39  | Marc Carol           | I         | 9        |
| Volvo Olsbergs Green Racing | SEAT León 2.0 TFSI | 34  | Robert Dahlgren      | *         | 6        |

| Icône | Signification                         |
| ----- | ------------------------------------- |
| M     | Championnat Constructeurs             |
| I     | Trophée des Indépendants              |
| R     | Rookie Challenge                      |
| *     | Pilotes non éligibles pour les points |

## Calendrier
Le meeting du Mexique, qui devait se disputer à Puebla le 11 avril, a été annulé pour cause de problèmes de sécurité.
| Course | Date         | Pays               | Circuit      | Vainqueur         |
| ------ | ------------ | ------------------ | ------------ | ----------------- |
| 1      | 7 mars       | Brésil             | Curitiba     | Yvan Muller       |
| 2      | 7 mars       | Brésil             | Curitiba     | Gabriele Tarquini |
| 3      | 2 mai        | Maroc              | Marrakech    | Gabriele Tarquini |
| 4      | 2 mai        | Maroc              | Marrakech    | Andy Priaulx      |
| 5      | 23 mai       | Italie             | Monza        | Andy Priaulx      |
| 6      | 23 mai       | Italie             | Monza        | Yvan Muller       |
| 7      | 20 juin      | Belgique           | Zolder       | Gabriele Tarquini |
| 8      | 20 juin      | Belgique           | Zolder       | Andy Priaulx      |
| 9      | 4 juillet    | Portugal           | Portimão     | Tiago Monteiro    |
| 10     | 4 juillet    | Portugal           | Portimão     | Gabriele Tarquini |
| 11     | 18 juillet   | Grande-Bretagne    | Brands Hatch | Yvan Muller       |
| 12     | 18 juillet   | Grande-Bretagne    | Brands Hatch | Andy Priaulx      |
| 13     | 1er août     | République tchèque | Brno         | Robert Huff       |
| 14     | 1er août     | République tchèque | Brno         | Andy Priaulx      |
| 15     | 5 septembre  | Allemagne          | Oschersleben | Alain Menu        |
| 16     | 5 septembre  | Allemagne          | Oschersleben | Andy Priaulx      |
| 17     | 19 septembre | Espagne            | Valencia     | Gabriele Tarquini |
| 18     | 19 septembre | Espagne            | Valencia     | Tiago Monteiro    |
| 19     | 31 octobre   | Japon              | Okayama      | Robert Huff       |
| 20     | 31 octobre   | Japon              | Okayama      | Colin Turkington  |
| 21     | 21 novembre  | Macao              | Guia Circuit | Robert Huff       |
| 22     | 21 novembre  | Macao              | Guia Circuit | Norbert Michelisz |

## Classement

### Pilotes
| Pos | Pilote             | Equipe                      | Voiture           | Victoires | Points |
| --- | ------------------ | --------------------------- | ----------------- | --------- | ------ |
| 1   | Yvan Muller        | Chevrolet                   | Chevrolet Cruze   | 3         | 331    |
| 2   | Gabriele Tarquini  | S-R Sport                   | Seat León         | 5         | 276    |
| 3   | Robert Huff        | Chevrolet                   | Chevrolet Cruze   | 3         | 276    |
| 4   | Andy Priaulx       | BMW Team RBM                | BMW 320si         | 6         | 246    |
| 5   | Tiago Monteiro     | S-R Sport                   | Seat León         | 1         | 177    |
| 6   | Alain Menu         | Chevrolet                   | Chevrolet Cruze   | 0         | 173    |
| 7   | Augusto Farfus     | BMW Team RBM                | BMW 320si         | 0         | 167    |
| 8   | Tom Coronel        | S-R Sport                   | Seat León         | 0         | 136    |
| 9   | Norbert Michelisz  | Zengő-Dension Team          | Seat León         | 1         | 104    |
| 10  | Colin Turkington   | eBay Motors / WSR           | BMW 320si         | 1         | 97     |
| 11  | Michel Nykjær      | SUNRED Engineering          | Seat León         | 0         | 66     |
| 12  | Jordi Gené         | S-R Sport                   | Seat León         | 0         | 61     |
| 13  | Fredy Barth        | SUNRED Engineering          | Seat León         | 0         | 51     |
| 14  | Kristian Poulsen   | Poulsen Motorsport          | BMW 320si         | 0         | 20     |
| 15  | Darryl O'Young     | Chevrolet Lacetti           | BMW 320si         | 0         | 15     |
| 16  | Sergio Hernández   | Scuderia Proteam Motorsport | BMW 320si         | 0         | 9      |
| 17  | Franz Engstler     | Liqui Moly Team Engstler    | BMW 320si         | 0         | 5      |
| 18  | Yukinori Taniguchi | bamboo-engineering          | BMW 320si         | 0         | 2      |
| 19  | Stefano D'Aste     | Scuderia Proteam Motorsport | Chevrolet Lacetti | 0         | 3      |
| 19  | Mehdi Bennani      | Wiechers-Sport              | BMW 320si         | 0         | 3      |
| 21  | Leonel Pernía      | Chevrolet Motorsport Sweden | Chevrolet Cruze   | 0         | 1      |
| 21  | Harry Vaulkhard    | bamboo-engineering          | Chevrolet Lacetti | 0         | 1      |

### Indépendants
| Pos | Pilote               | Equipe                      | Voiture           | Victoires | Points |
| --- | -------------------- | --------------------------- | ----------------- | --------- | ------ |
| 1   | Sergio Hernández     | Scuderia Proteam Motorsport | BMW 320si         | 4         | 73     |
| 2   | Darryl O'Young       | bamboo-engineering          | Chevrolet Lacetti | 1         | 56     |
| 3   | Stefano d'Aste       | Scuderia Proteam Motorsport | BMW 320si         | 1         | 51     |
| 4   | Mehdi Bennani        | Wiechers-Sport              | BMW 320si         | 1         | 46     |
| 5   | Harry Vaulkhard      | bamboo-engineering          | Chevrolet Lacetti | 1         | 45     |
| 6   | Franz Engstler       | Liqui Moly Team Engstler    | BMW 320si         | 1         | 44     |
| 7   | Kristian Poulsen     | Poulsen Motorsport          | BMW 320si         | 1         | 30     |
| 8   | Colin Turkington     | eBay Motors / WSR           | BMW 320si         | 0         | 16     |
| 9   | Pierre-Yves Corthals | Exagon Engineering          | BMW 320si         | 0         | 13     |
| 10  | Andrey Romanov       | Liqui Moly Team Engstler    | BMW 320si         | 0         | 12     |
| 11  | Fabio Fabiani        | Scuderia Proteam Motorsport | BMW 320si         | 0         | 5      |

### Rookie
| Pos | Pilote            | Equipe             | Voiture           | Victoires | Points |
| --- | ----------------- | ------------------ | ----------------- | --------- | ------ |
| 1   | Fredy Barth       | SUNRED Engineering | Seat León         | 5         | 80     |
| 2   | Norbert Michelisz | Zengő-Dension Team | Seat León         | 4         | 73     |
| 3   | Michel Nykjær     | SUNRED Engineering | Seat León         | 1         | 49     |
| 4   | Darryl O'Young    | bamboo-engineering | Chevrolet Lacetti | 0         | 49     |
| 5   | Mehdi Bennani     | Wiechers-Sport     | BMW 320si         | 0         | 46     |
| 6   | Harry Vaulkhard   | bamboo-engineering | Chevrolet Lacetti | 0         | 40     |